# Плетнёв, Александр Эдуардович
Александр Эдуардович Плетнёв (9 июля 1975, Могилёв, БССР, СССР — белорусский педагог, автор нескольких циклов научно-популярных, учебных и справочных книг.

## Биография
В 1997 году окончил с отличием Могилёвский государственный педагогический институт им. А. А. Кулешова по специальности «учитель физики и математики». Бакалавр педагогических наук.
За годы учёбы увлёкся КВНом.
В составе факультетской команды «Физмат&К» стал финалистом Высшей лиги Белорусского КВН.
В составе команды КВН «Белорусский вокзал» участвовал в фестивале команд КВН в Сочи-96, играл в первой лиге Международного союза КВН в Казани.
В 2002 году закончил Могилёвский государственный университет им. А. А. Кулешова по специальности «Государственное и муниципальное управление», специализация экономист-менеджер.
1998—2003 работал инженером в институте прикладной оптики НАН РБ; педагогом-организатором, учителем информатики, математики, физики в СШ№ 31 г. Могилёва.
С 15.08.2003 — учитель физики Лицея Белорусско-Российского университета, г. Могилёв.
С 2004 — участник ежегодных авторских курсов Н. И. Запрудского в Ольховке.
Женат. У него есть дочь.

### Цикл научно-популярных книг «Книги тайн, или Мир, в котором мы живём»
Цикл научно-популярных книг, издаваемых "Белорусской ассоциацией «Конкурс» в качестве приза участникам игры-конкурса «Колосок».
- Мир, в котором мы живем: Книга о вкусной и здоровой пище…для ума — 96 с. — 5 500 экз.[12]
- Окунись в небо, или Тайны воздушного океана — 80 с. — 7 100 экз.[13]
- Открытие Земли, или Тайны третьей планеты — 80 с. — 7 100 экз.[14]
- Водный мир, или Тайны планеты Океан — 96 с. — 7 700 экз.[15]
- По следам великих исследователей, или Путешествия в пространстве и времени — 96 с. — 9 300 экз.[16]
- Маленькие секреты больших открытий, или Как стать изобретателем — 64 с. — 7 500 экз[17].

### Физический калейдоскоп
Серия учебных изданий, изданных "Белорусской ассоциацией «Конкурс» в качестве приза участникам игры-конкурса «Зубрёнок»
- Физический калейдоскоп— 96 с. — 14 000 экз.[19]
- Звёздный калейдоскоп, или Нескучная физика космоса — 128 с. — 24 000 экз.[20]

### Календарь юного физика
Серия учебных и справочных изданий, издаваемых "Белорусской ассоциацией «Конкурс» в качестве приза участникам игры-конкурса «Зубрёнок».
- Календарь юного физика 2009—2010 — 128 с. — 35 100 экз.[21]
- Календарь юного физика 2010—2011 — 128 с. — 35 100 экз.[22]
- Календарь юного физика 2012—2013 — 64 с. — 41 700 экз.[23]

### Инфомышка
Серия учебных изданий, издаваемых "Белорусской ассоциацией «Конкурс» в качестве приза участникам игры-конкурса «Инфомышка».
- Твой компьютер — 96 с. — 31 300 экз.[25]
- Компьютер детям… не игрушка — 96 с. — 40 300 экз.[26].
- Реальная виртуальность — 64 с. — 32 300 экз.[27]

### Гном-Эконом
Цикл книжек для детей, изданных при поддержке ШПИРЭ.
- Сокровища Гнома-Эконома — 28 с.[28][29]

### Методическая литература
- Метадычны летнік настаўнікаў фізікі: 20 гадоў гісторыі[30]

## Педагогическая деятельность

### Учебные достижения учащихся
Ученики А. Э. Плетнёва неоднократно становились участниками и победителями национальных и международных конференций и конкурсов исследовательских работ учащихся, международных интернет-проектов.

#### Конференции и конкурсы исследовательских работ учащихся
- Республиканская конференция учащихся по астрономии, биологии, информатике, математике, физике, химии[31].
- Конкурс научно-исследовательских работ учащихся старших классов стран СНГ « Учёные будущего»[32].
- Всероссийские юношеские чтения им. В. И. Вернадского[33],[34],[35].
- Сахаровские чтения (Лицей «Физико-техническая школа» Санкт-Петербургского Академического университета)[36].
- Балтийский научно-инженерный конкурс[37].
- Конкурс научно-технического творчества учащихся Союзного государства «Таланты XXI века»[38].
- Конкурс научно-исследовательских и творческих работ учащихся «Дорога к звездам»[39],[40],.

#### Интернет-проекты
- Международная Олимпиада студентов и школьников «Эрудиты планеты»[41].
- Образовательные Интернет-проекты Ярославского Центра телекоммуникаций и информационных систем в образовании.[42].

#### Премии, стипендии
- Премия им. С. И. Вавилова[43].
- Стипендия Международного Алфёровского фонда поддержки образования и науки[44].

### Конкурсы профессионального педагогического мастерства
- Лауреат Всероссийского фестиваля педагогических идей «Открытый урок-2007». Член Всероссийского педагогического клуба «Первое сентября».
- Победитель шестого конкурса методических разработок педагогических работников Республики Беларусь «Открытый урок»[45].
- Победитель республиканского конкурса школьных проектов по энергоэффективности «Энергия и среда обитания»(2010[46], 2012).
- Победитель областного конкурса педагогических проектов «Как учить успешно», Проект «Клуб юных физиков» (Могилев, 2010).

## Награды
- Первая премия специального фонда Президента Республики Беларусь по социальной поддержке одарённых учащихся и студентов
- Отличник образования Республики Беларусь.
- Почётная грамота Министерства образования Республики Беларусь
- Грамота Министерства образования Республики Беларусь